# Калмычёк (Поворинский район)
Калмычёк — посёлок в Поворинском районе Воронежской области.
Входит в состав Добровольского сельского поселения.

## География
В посёлке нет улиц.

## Население
| 2010 |
| ---- |
| 32   |